# جوزان (قوچان)
جوزان روستایی است از توابع بخش باجگیران شهرستان قوچان در استان خراسان رضوی ایران.

## جمعیت
این روستا در دهستان دولتخانه قرار داشته و بر اساس سرشماری سال ۱۳۸۵ جمعیت آن ۷۲۰ نفر (۲۰۵ خانوار)
بوده‌است.

## محصولات کشاورزی
محصولات کشاورزی این روستا بیشتر گندم ،جو،انگور و گردو می باشد.